# Mangalsutra

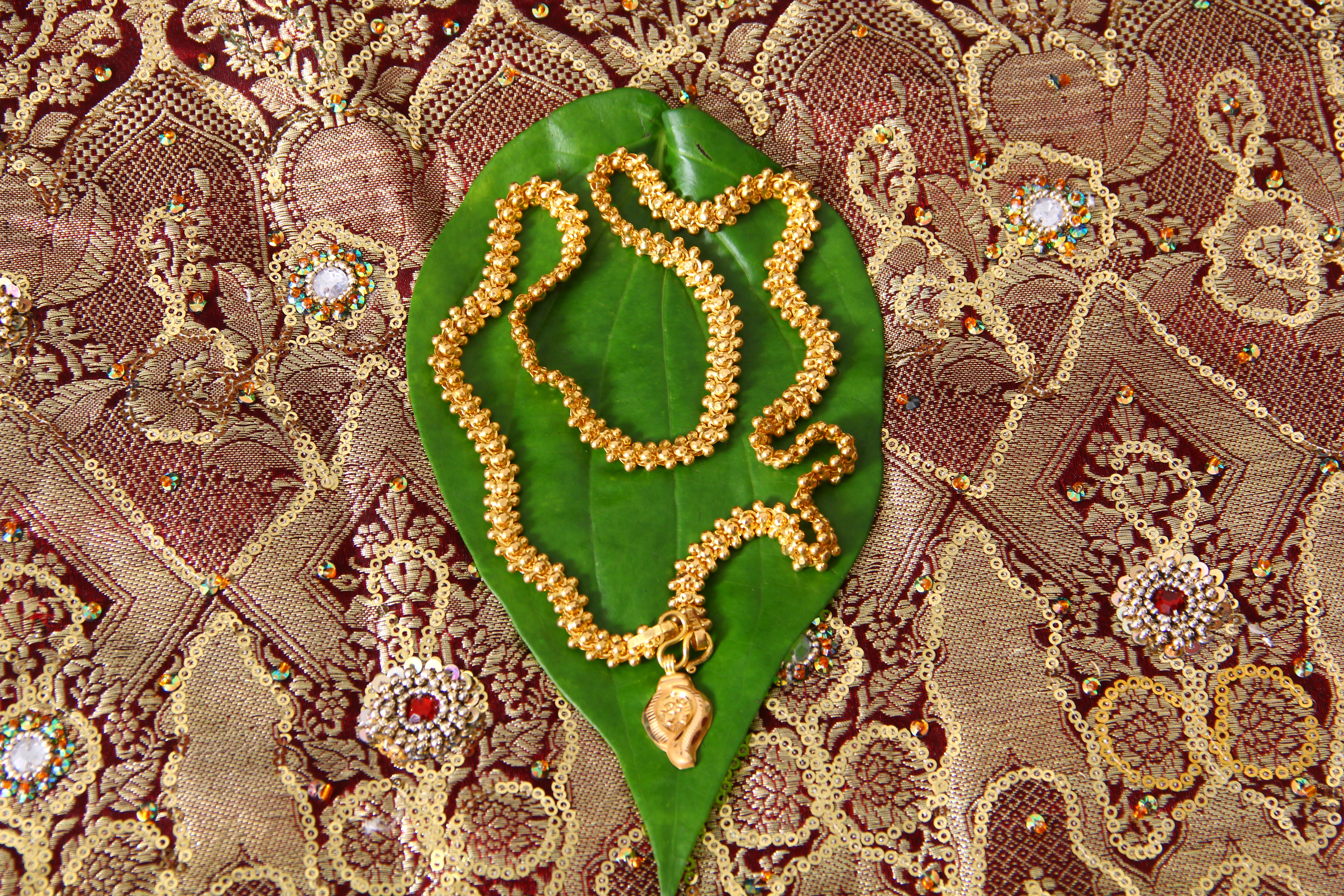
Un mangalsutra sur une feuille

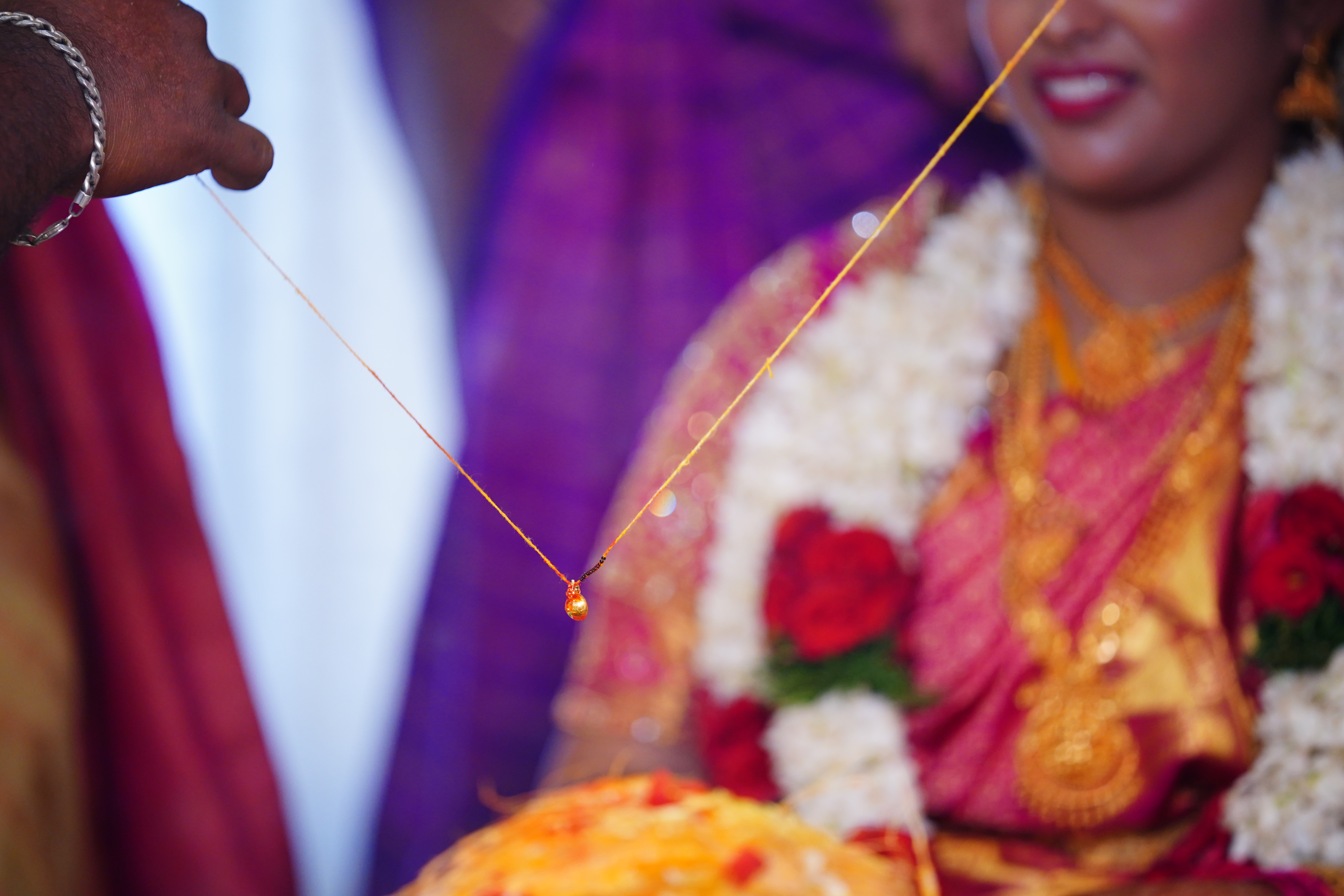
Un mangalsutra avant d'être noué autour du cou de la mariée.

Un mangalsutra (sanskrit : मङ्गलसूत्रम्, alternativement mangala sutra), ou tali (ISO: tāḷi), est, dans le sous-continent indien, un collier que le marié attache autour du cou de la mariée lors d'une cérémonie appelée Mangalya Dharanam (sanscrit pour « qui porte le bon augure ») dans un mariage hindou. Le collier sert de marqueur visuel du statut de femme hindoue mariée.
Le mangalsutra est mentionné au IVe siècle avant notre ère sous le nom de Mangalya sutra dans l'ouvrage Lalita Sahasranama, ainsi que dans le Purananuru, un texte de la littérature Sangam, qui mentionne une chaîne de mariage sacrée sur le cou des femmes. En outre, certains textes au VIe siècle indiquent qu'un seul fil jaune était noué autour de la mariée pour la protéger des autres hommes et des mauvais esprits. L'attachement du mangalsutra est une pratique sociale répandue en Inde, au Sri Lanka et au Népal.

## Généralités
Mangala sutra signifie littéralement « une chaîne de bon augure »  qui est noué autour du cou de la mariée et qu'elle porte pour le reste de son mariage. Il s'agit généralement d'un collier de perles noires enfilées à partir d'un fil noir ou jaune préparé avec du curcuma. Parfois, des perles dorées, blanches ou rouges sont également ajoutées au mangalsutra, selon les régions. C'est un symbole du mariage porté par les femmes. L’idée du fil sacré existe depuis des siècles, remontant même à la période Sangam. Mais la nature de ces chaînes de bon augure a évolué au fil du temps et varie considérablement selon les différentes communautés. Les groupes religieux non hindous tels que les chrétiens syriens portent également le mangalsutra, mais avec une croix dessus. Il existe de nombreuses communautés en Inde, parmi lesquelles le mangalsutra semble absent, et d'autres formes de signes matrimoniaux ont pris leur place. Par exemple, dans une grande partie du nord de l’Inde, la bague d’orteil et les bracelets en verre indiquent l’état civil d’une femme.

L'historienne des bijoux indiens, Usha Balakrishnan, explique que la pratique consistant à orner rituellement la mariée d'un mangalsutra pour célébrer le mariage est un concept moderne, rendu possible grâce aux stratégies marketing des entreprises. Elle dit aussi que,
"Dans l'Inde ancienne, il n'y avait aucune idée d'un mariage célébré par un mangalsutra tel que nous le connaissons aujourd'hui avec des diamants, des pendentifs et autres." 

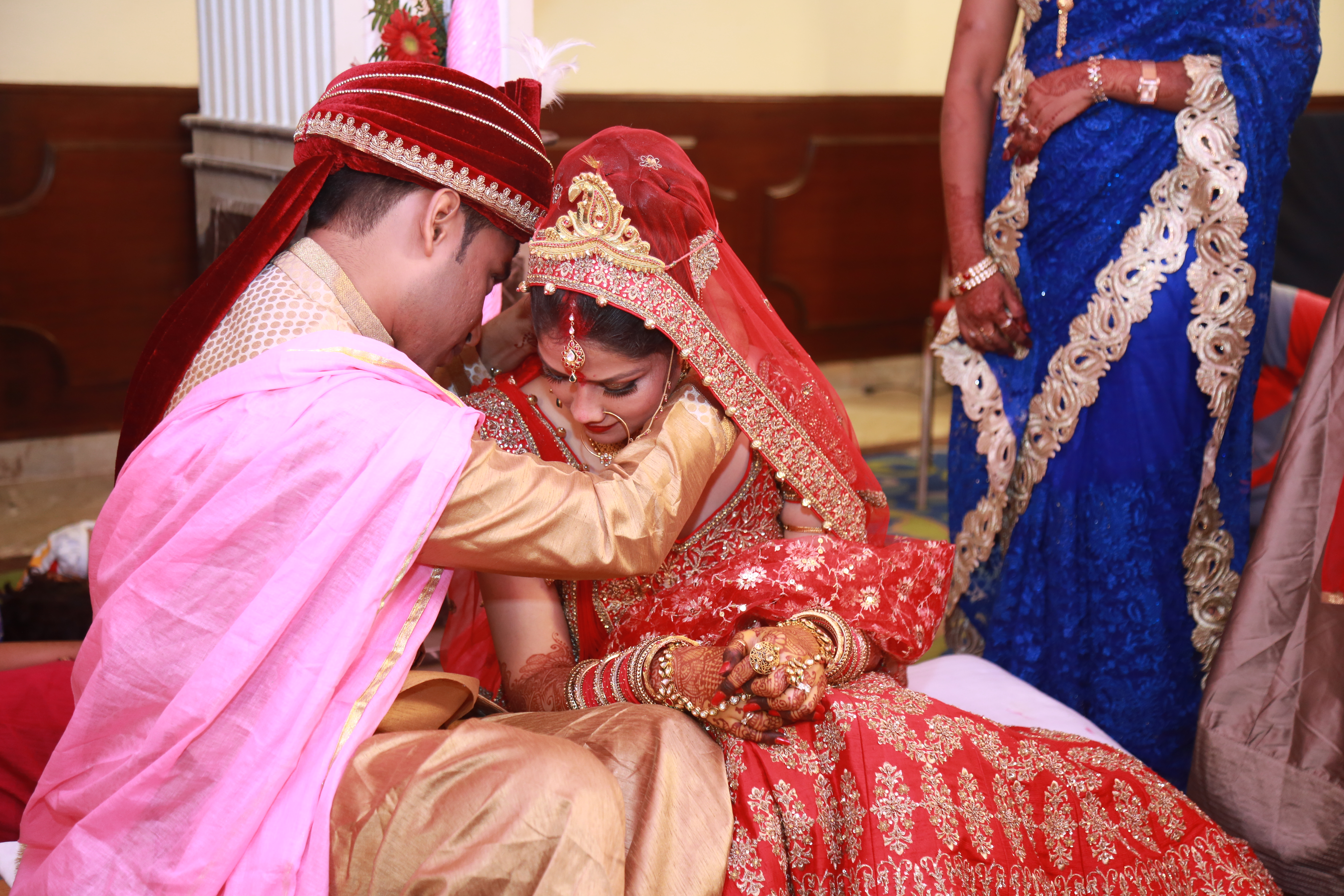
La cérémonie sacrée consistant à attacher le mangalsutra

Le concept du mangalsutra a évolué au fil des siècles et est devenu partie intégrante des mariages au sein de plusieurs communautés indiennes.

## Signification
La signification du mangalsutra a été réitérée par Adi Shankara dans son célèbre livre Soundarya Lahari. Selon la tradition hindoue, le mangasutra est porté pendant toute la longue vie du mari. Conformément aux coutumes religieuses et aux attentes sociales, les femmes mariées devraient porter le mangalsutra tout au long de leur vie, car on pense que cette pratique améliore le bien-être de leur mari. Dans l’antiquité, les bijoux de mariée servaient également de garantie financière contre la vieillesse et le veuvage, même si les femmes avaient des droits de propriété,.

## Dans différentes langues

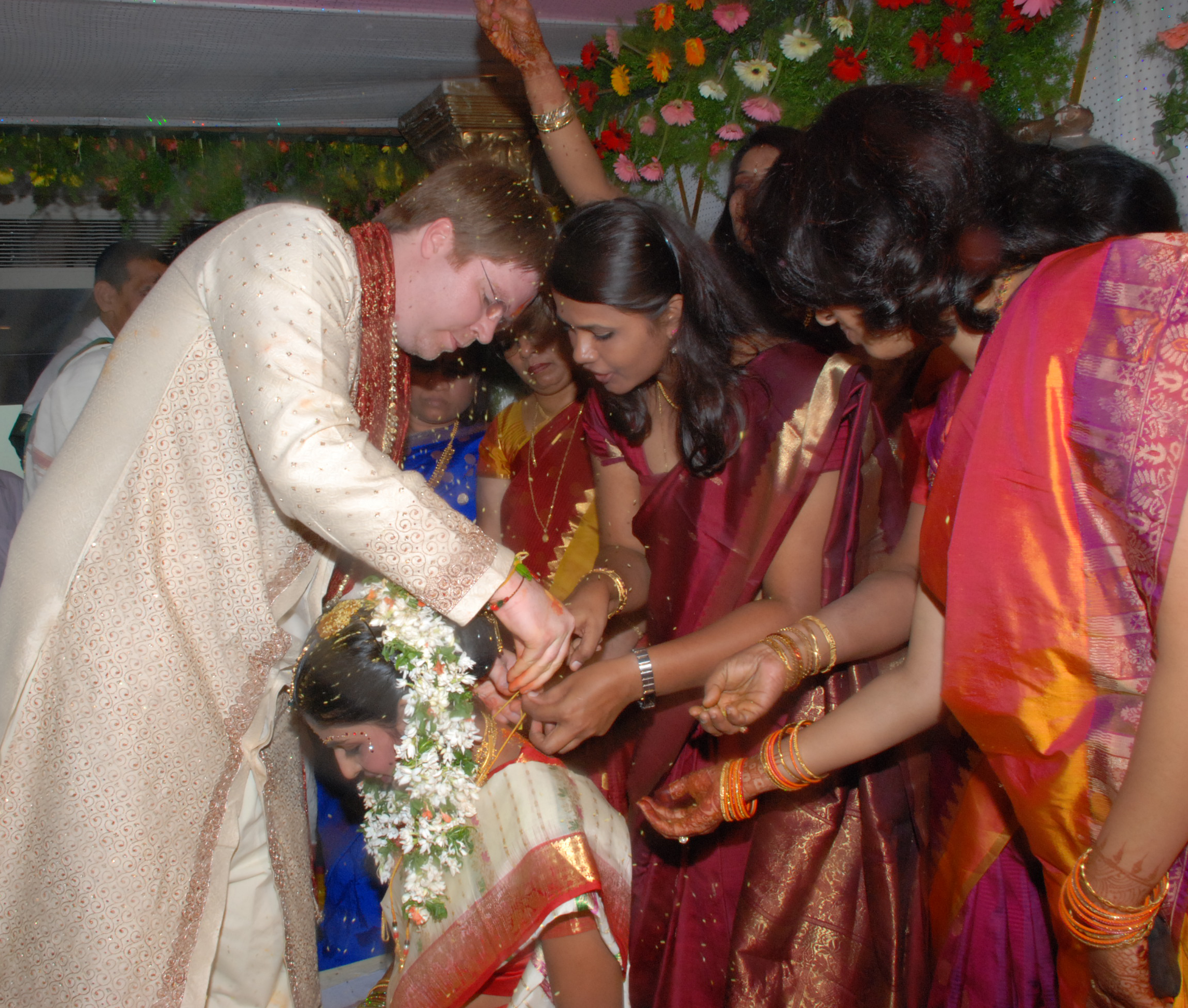
L'attache du mangalsutra

On l'appelle tali ( தாலி ) ou mangalyam ( மாங்கல்யம் ) en tamoul, chaîne nuptiale en anglais, thella ( තැල්ල ) en cinghalais, mongolsutro (মঙ্গলসূত্র) en bengali, mangala sutra ( मंगळसूत्र ) en marathi, mangalyasutra ( ಮಾಂಗಲ್ಯ ಸೂತ್ರ ), tali ( ತಾಳಿ ) en kannada et tali ( తాళి ), mangalyamu ( మాంగళ్యము ), mangalasutramu ( మంగళసూత్రము ) ou pustelu ( పుస్తెలు ) en telugu, tali ( താലി ) en malayalam, Mangalasutra (ମଙ୍ଗଳସୂତ୍ର) en Odia, les Konkani (Goans, Mangaloréens, Indiens de l'Est de Mumbai et autres, y compris les hindous) portent trois colliers autour du cou, appelés dharemani ou muhurtmani (grosse perle dorée), mangalasutra avec un ou deux disques d'or et kasitali avec des perles d'or et de corail. Dans les régions d'Andhra Pradesh et de Telangana, les deux disques d'or de la taille d'une pièce de monnaie sont séparés par 2 à 3 perles de types différents. Par tradition, un disque vient de la famille de la mariée et un autre du côté du marié.

### Apparences
Les mangalsutras sont réalisés dans une variété de modèles. Les plus courants sont le Lakshmi tali porté par les Telugus du Telangana et de l'Andhra Pradesh, qui contient des images de Lakshmi, la déesse des présages, l'ela tali ou minnu porté par les Malayalees du Kerala, et le Kumbha tali porté par les tamouls des Kshatriya au Tamil Nadu. Le design est choisi par la famille du marié selon les coutumes en vigueur. Les Gujaratis et les Marwaris du Rajasthan utilisent souvent un pendentif en diamant dans une chaîne en or qui est simplement de nature ornementale et ne remplace pas le mangalsutra au sens traditionnel. Les Marathis du Maharashtra portent un pendentif de deux ornements vati[C'est-à-dire ?] . Le mangalsutra des Kannadigas du Karnataka est similaire à celui des Marathis, sauf qu'il comporte généralement deux vatis. De nos jours, de nombreuses familles soucieuses de la mode optent pour des versions plus légères, avec un seul vati ou un style plus contemporain.

## Galerie

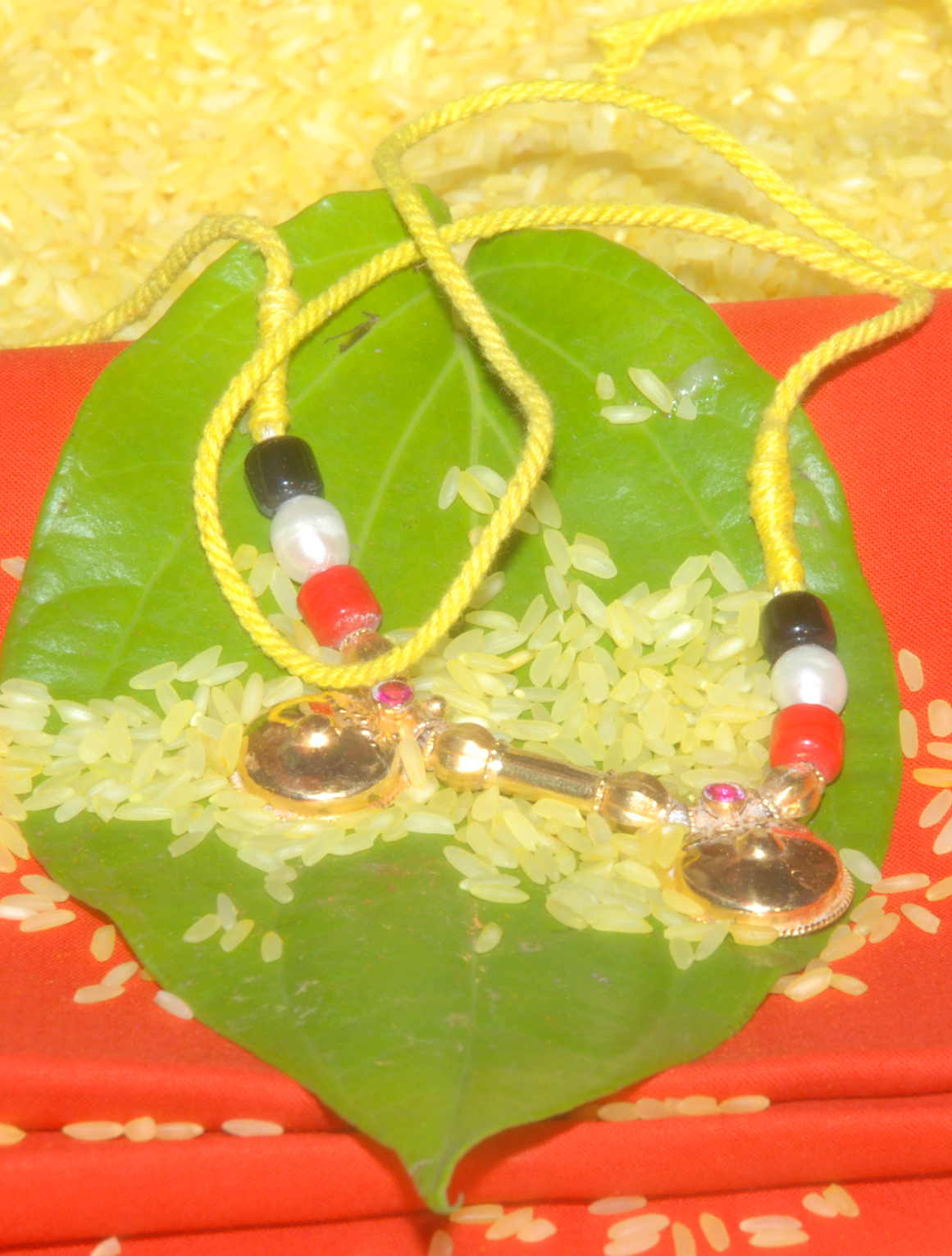
Un mangalasutra traditionnel en usage au Telangana et en Andhra Pradesh
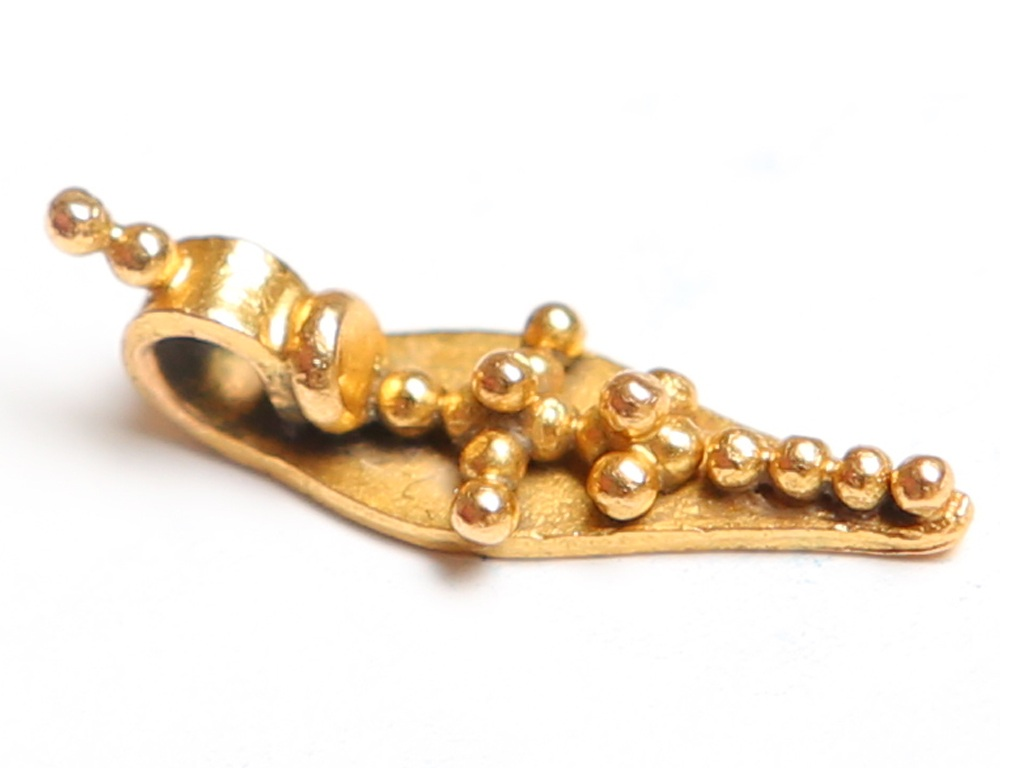
Un mangalsutra avec une croix aux 21 perles utilisée par les chrétiens de saint Thomas au Kerala.
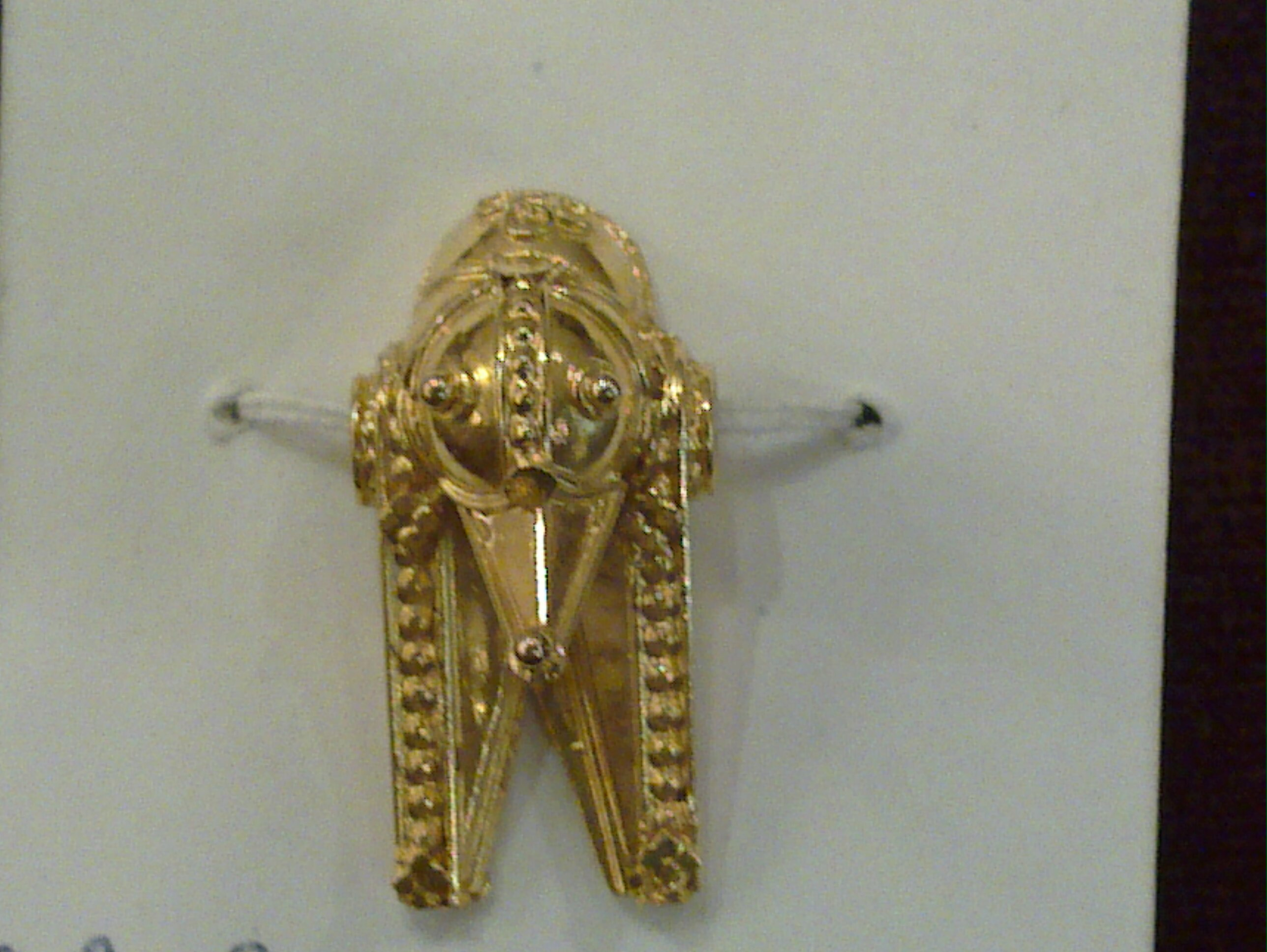
Un mangala sutra de Ganesh
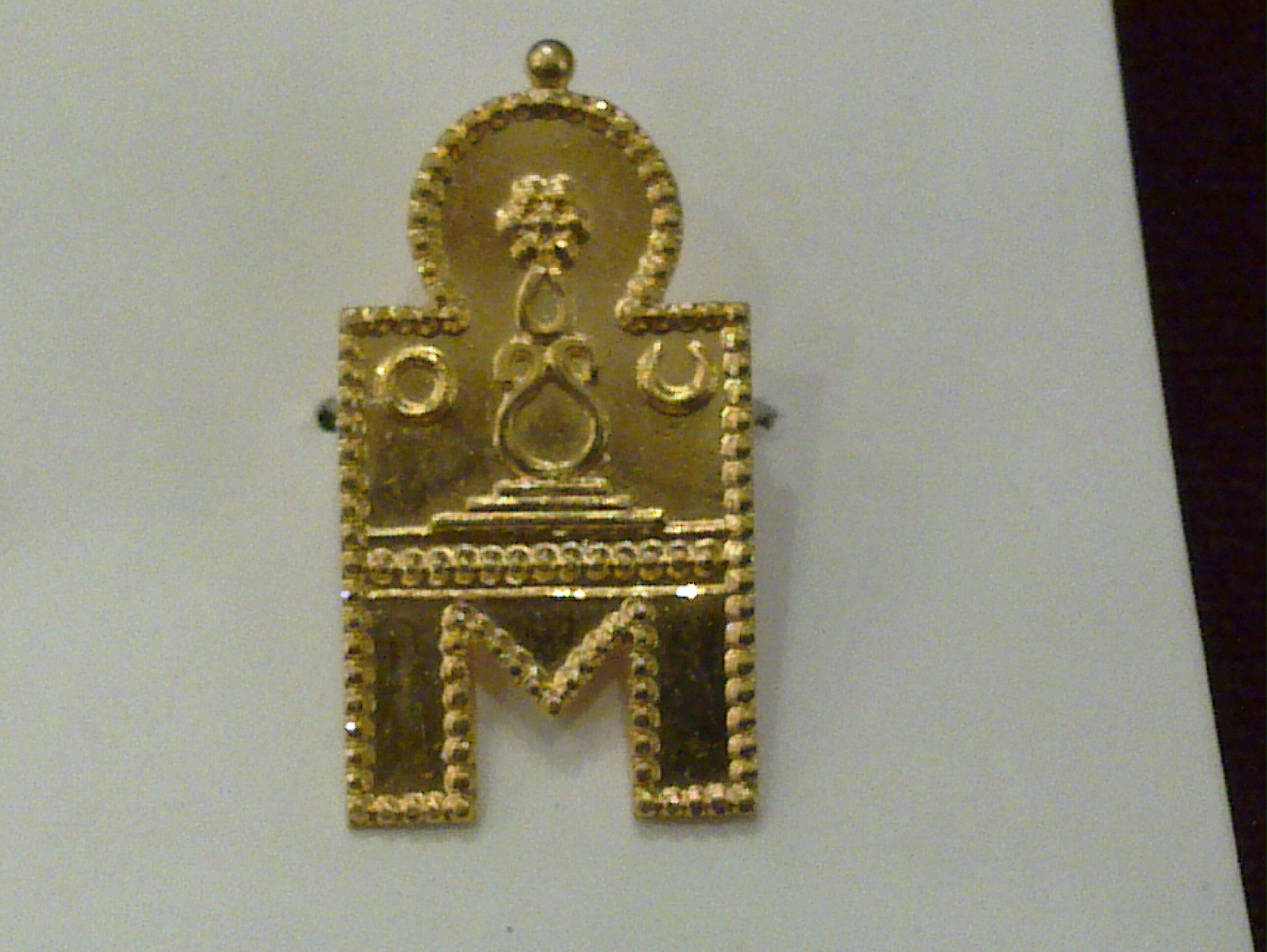
Un mangalsutra de lotus
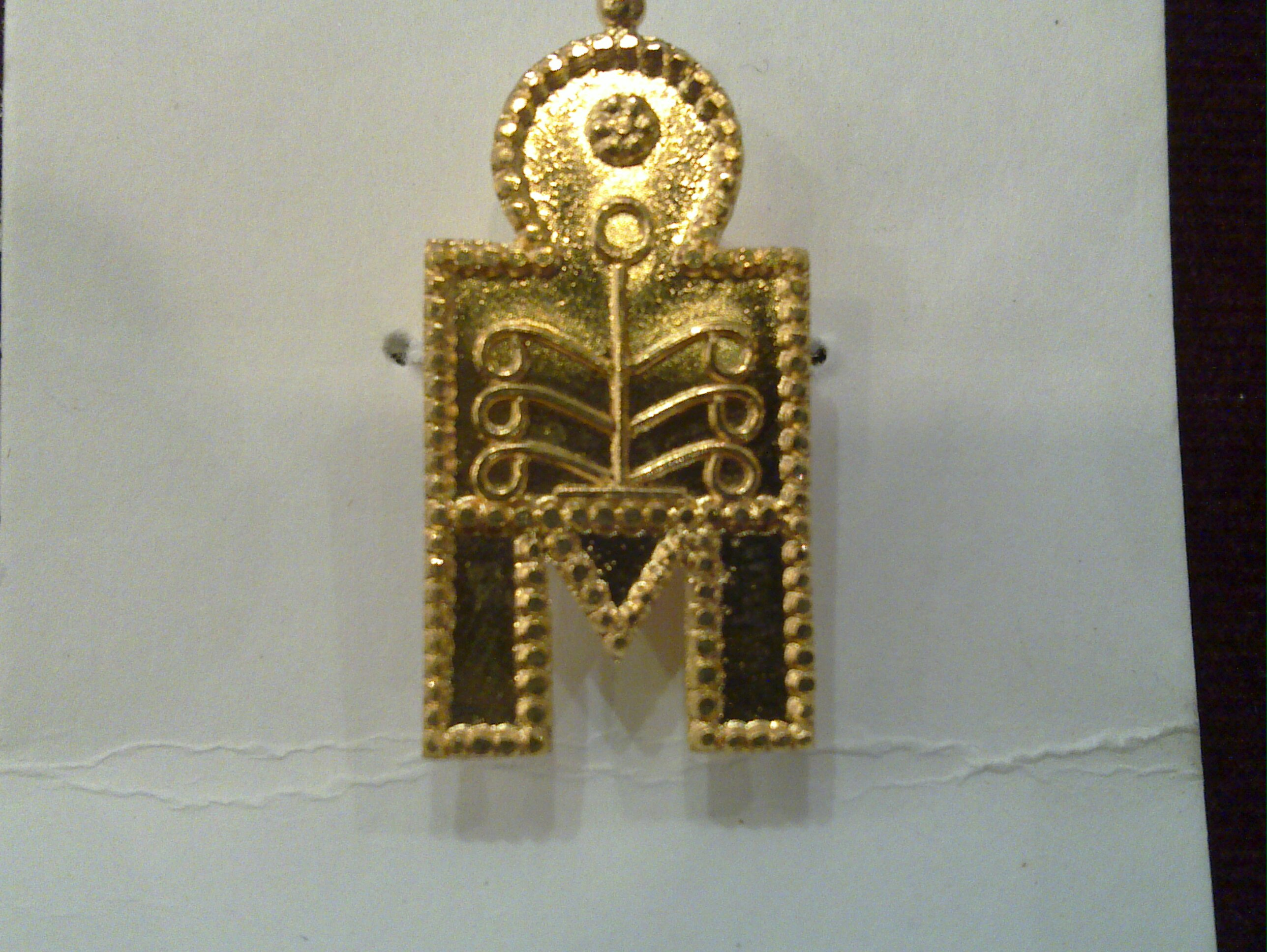
Un mangalsutra de cocotier
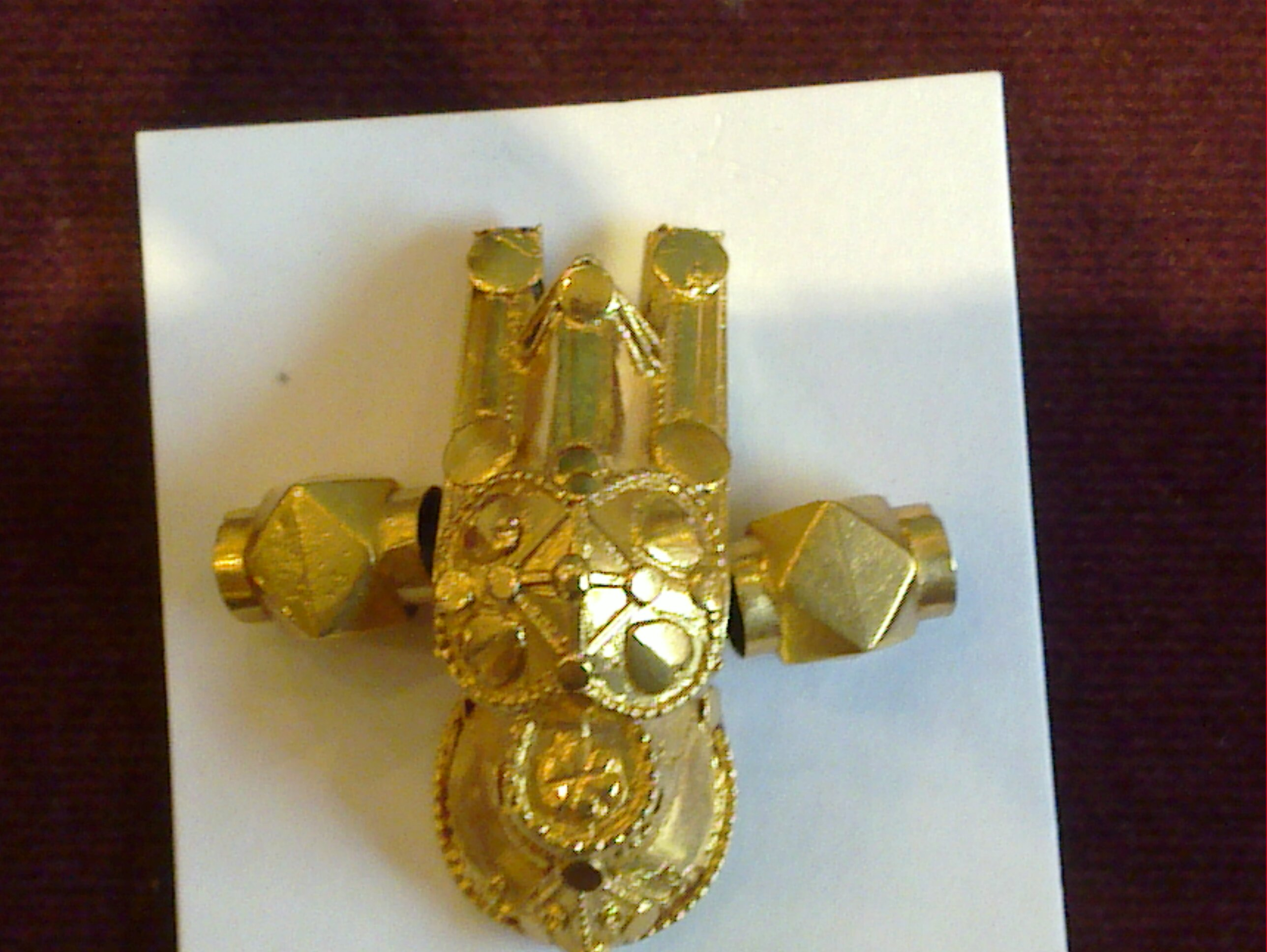
Un mangalsutra de la communauté Gounda
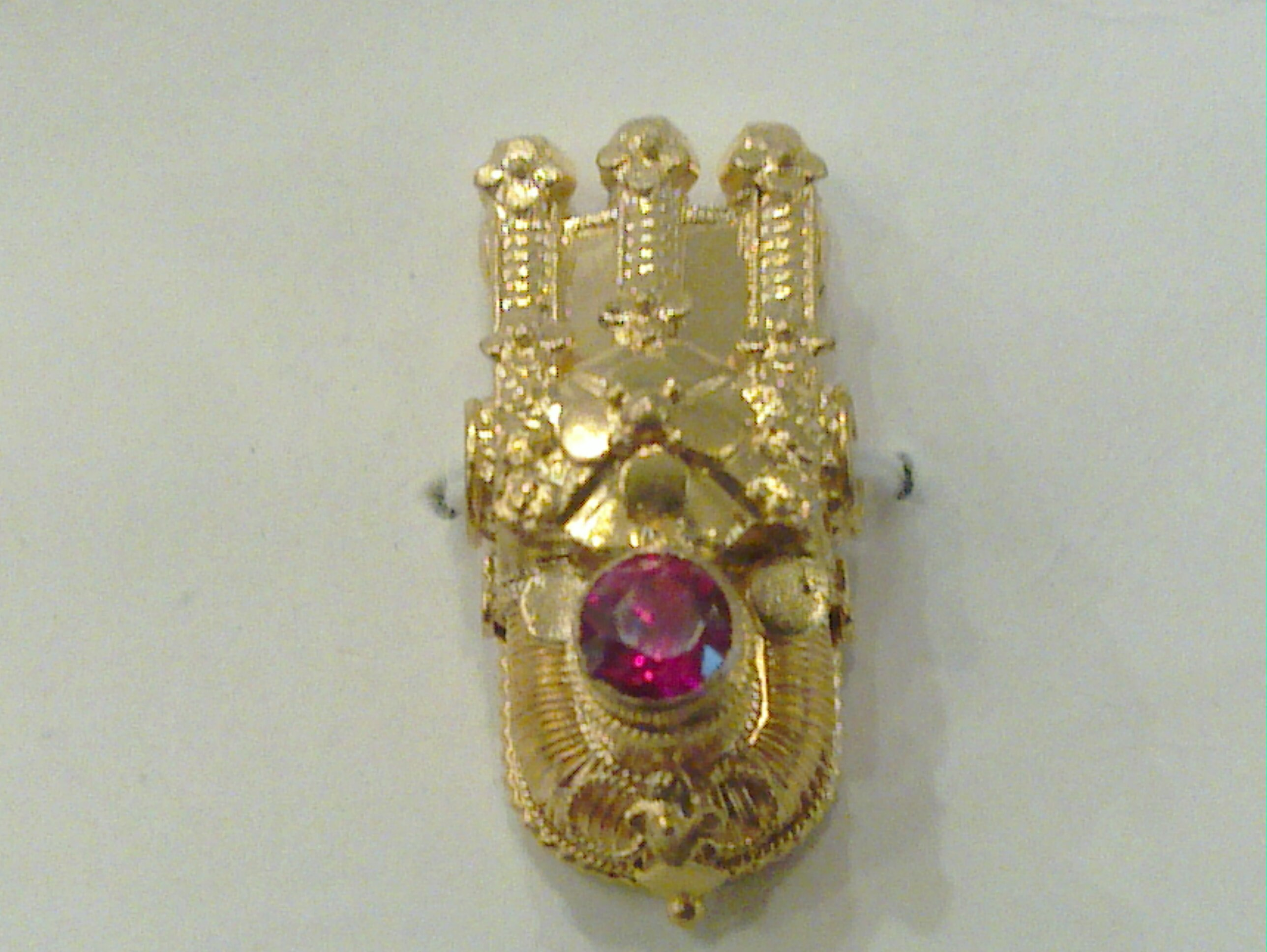
Un mangalsutra de la communauté Vanniyar
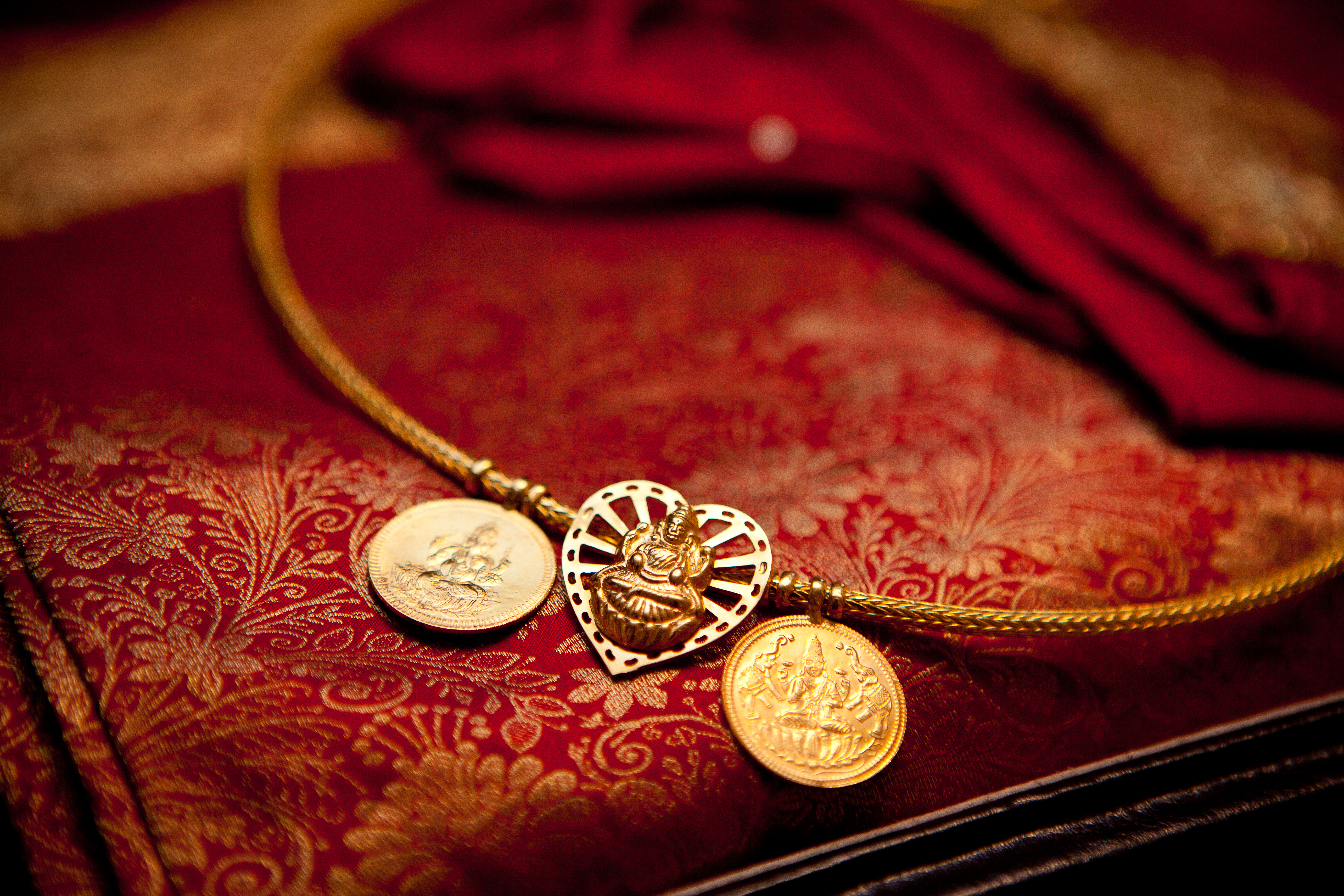
Un mangalsutra avec des images de Lakshmi
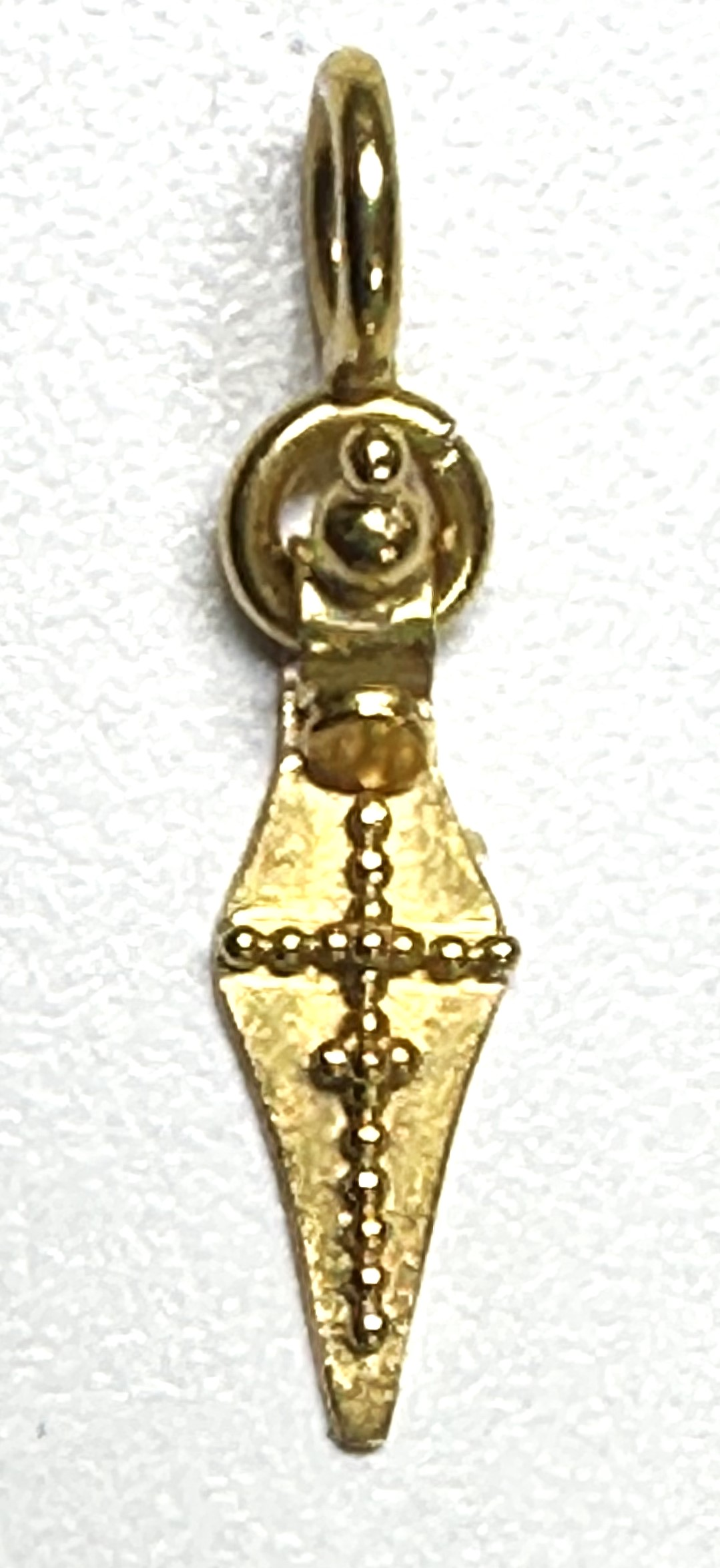
Un mangalsutra avec une croix aux 21 perles utilisée par les chrétiens

## Sources
- "An Ornament of Beauty," par Ganesh Joshi publié dans Woman's Era, Janvier 2007.